# Luboka
Luboka (szlovákul Hlboké) község Szlovákiában, a Nagyszombati kerületben, a Szenicei járásban.

## Fekvése
Szenicétől 3 km-re délkeletre, a Miavai-dombság délkeleti részén, a Miava partján fekszik.

## Története
A község területe már a kőkorszakban lakott volt, a lengyeli kultúra népe telepedett itt meg.
Első írásos említése 1262-ből származik "Holbouk" néven. Egykor a galgóci uradalom része, majd a 13. század végétől Berencs várának tartozéka volt, végül Korlátkő várához tartozott. A 13. században lakói főként juhtenyésztéssel foglalkoztak, messze földön a legjobb minőségű gyapjút tőlük lehetett vásárolni. A mai község területén a középkorban négy kisebb település is állt. Ezek Kratnó, Ropó, Hlovek és Hitkó voltak, azonban a későbbi századok során megszűntek.
1715-ben 16 jobbágy és 38 zsellér háztartást számláltak a faluban. Első egyházi iskolája a 18. század végén nyílt. 1828-ban már 167 háza és 1168 lakosa volt. Az 1863-as tűzvész után a lakosság száma csökkent, 1869-ben már csak 631-en lakták. 1866-ban új iskolaépületet húztak fel.
A trianoni békeszerződésig Nyitra vármegye Szenicei járásához tartozott.

## Népessége
| Év:            | 1994. | 2004.   | 2014.   | 2024.    |
| -------------- | ----- | ------- | ------- | -------- |
| Emberek száma: | 872   | 905     | 939     | 1066     |
| Eltérés:       |       | +3,78 % | +3,75 % | +13,52 % |

| Év:            | 2023. | 2024.   |
| -------------- | ----- | ------- |
| Emberek száma: | 1030  | 1066    |
| Eltérés:       |       | +3,49 % |

1910-ben 1192, túlnyomórészt szlovák lakosa volt.
2001-ben 863 lakosából 853 szlovák volt.
2011-ben 910 lakosából 864 szlovák.

## Nevezetességei
- Evangélikus temploma 1787-ben épült.
- Jozef Miloslav Hurban szobra a plébánia előtt áll, sírja a régi temetőben található.

## Híres emberek
- Itt volt evangélikus lelkész 1843-tól 1888-ban bekövetkezett haláláig Jozef Miloslav Hurban szlovák író, költő, politikus, a szlovák nemzeti mozgalom egyik vezére, a Matica slovenská egyik alapítója.
- Itt született 1847. január 10-én Svätozár Hurban-Vajanský író, publicista, irodalomkritikus, történész, Jozef Miloslav Hurban fia.

## Külső hivatkozások
- Hivatalos oldal
- A község a szlovák múzeumok oldalán
- Községinfó
- Luboka Szlovákia térképén
- E-obce.sk Archiválva 2008. szeptember 16-i dátummal a Wayback Machine-ben